# فریانه
فریانه (به عربی: فریانة) یک منطقهٔ مسکونی در تونس است که در استان قصرین واقع شده‌است. فریانه ۳۶٬۵۰۴ نفر جمعیت دارد.